# Гасай Єфрем Олександрович
Єфре́м Олекса́ндрович Гаса́й (нар. 1 квітня 1938, село Токи, нині Тернопільського району Тернопільської області — 20 грудня 2019, м. Тернопіль) ) — український історик, краєзнавець, публіцист. Дослідник історії Тернопільщини в роки першої та другої світових воєн. Член Національних спілок краєзнавців (1978) та журналістів (1986) України. Почесний член Всеукраїнського товариства «Просвіта» імені Тараса Шевченка (1998).

## Життєпис
Єфрем Олександрович Гасай народився 1 квітня 1938 року в селі Токах, нині Тернопільського району Тернопільської області.
У 1973—1978 роках навчався на історичному факультеті Кам'янець-Подільського педагогічного інституту (нині Кам'янець-Подільський національний університет імені Івана Огієнка).
У 1964—1972 роках працював старшим інструктором курсів цивільної оборони. У 1973—1989 роках — старший науковий співробітник Тернопільського обласного краєзнавчого музею, від 1989 року — старший науковий редактор, від 1993 року завідувач наукової редакції «Книги Пам'яті Тернопільської області».
Автор чотирьох книг (три з них у співавторстві), понад 500 публікацій історично-краєзнавчої та біографічно-публіцистичної тематики у періодичних виданнях, статей «Тернопільського енциклопедичного словника». Редактор і упорядник низки книг.

## Праці
- І гомін віків, і природа краси: Дорогами Підволочиського району. — Тернопіль, 1991 (у співавторстві).
- Село Токи та його околиці: Історико-краєзнавчий нарис. — Тернопіль, 1992.
- Не втомлюся шукати: Книга документальних нарисів. — Тернопіль, 1998 (у співавторстві).
- Повернуті імена: Книга документальних нарисів. — Тернопіль, 2002 (у співавторстві).
- Із Соловків не повернувся: Повертаючись до надрукованого // Край Кам'янецький. — 1993. — 8 грудня. — С. 3.
- Загибель, завізована Сталіним // Вільне життя. — 2005. — 5 травня.